# Moliterno
Moliterno é uma comuna italiana da região da Basilicata, província de Potenza, com cerca de 4.592 habitantes. Estende-se por uma área de 97,63 km², tendo uma densidade populacional de 47 hab/km². Faz fronteira com Castelsaraceno, Grumento Nova, Lagonegro, Lauria, Montesano sulla Marcellana (SA), Sarconi, Tramutola.

## Demografia
| Variação demográfica do município entre 1861 e 2011                               |
|                                                                                   |
| Fonte: Istituto Nazionale di Statistica (ISTAT) - Elaboração gráfica da Wikipedia |